# Matilde Malatesta
Matilde Malatesta (Santa Margherita Ligure, 25 gennaio 1995) è una calciatrice italiana, centrocampista della Novese.

## Caratteristiche tecniche
Centrocampista centrale, dotata di grande tecnica e di un'ottima visione di gioco, calcia con uguale efficacia il pallone sia con il piede destro sia con quello sinistro. All'occorrenza può essere schierata anche come terzino, su ambedue le fasce.

## Carriera

### Club
Cresce nelle giovanili dell'Entella per poi passare all'Alessandria. Dopo tre mesi passa alla squadra genovese del Molassana Boero, con la quale si lega quattro anni fino al passaggio ai cugini dell'Amicizia Lagaccio. A fine stagione si trasferisce al Luserna, compiendo il grande salto di categoria e approdando in un club neopromosso in Serie A. Sceglie di indossare la maglia numero 4 in onore del suo idolo calcistico Domenico Criscito. Resta fuori per tutto l'inizio della stagione 2015-16 a causa di un infortunio. Esordisce con la nuova maglia il 15 novembre entrando nel secondo tempo dell'incontro valevole per gli ottavi di finale di Coppa Italia contro l'ex squadra Amicizia Lagaccio e segnando il gol del definitivo 1-2 a pochi minuti dall'ingresso sul terreno di gioco con una splendida punizione calciata con il sinistro a scavalcare la barriera che si è insaccata all'angolino. Il 21 novembre esordisce anche in campionato, nella sfortunata partita casalinga persa per 2-3 contro il Vittorio Veneto. Conclude la sua prima esperienza in Serie A conquistando la salvezza, cosa tutt'altro che scontata e semplice visto che il massimo italiano femminile ha solo dodici squadre delle quali ben quattro retrocedono nella serie cadetta al termine della stagione. Al termine della stagione ritorna a Genova e si lega al Ligorna, neopromossa in Serie B, facendo fare un salto di qualità notevole al centrocampo della squadra. A 21 anni ha così giocato per le tre squadre più importanti di Genova e della Liguria (Molassana, Amicizia Lagaccio e Ligorna). Debutta con la nuova maglia il 28 agosto nella gara di Coppa Italia, nuovamente contro l'ex squadra Amicizia Lagaccio. La partita termina 1-1. Debutta in campionato nella vittoriosa trasferta di Torino contro la Juventus per 1-3, andando vicina al gol con un tiro che colpisce l'incrocio dei pali. Il 12 febbraio 2017, a causa dell'assenza di Teresa Fracas, impegnata in Nazionale Under 16, viene schierata al centro del tridente nel ruolo di "falso 9" nella gara interna di campionato contro la Musiello Saluzzo e realizza il primo e l'ultimo gol realizzando la personale doppietta per il 3-0 finale. Si tratta delle prime due reti con la maglia del Ligorna. Il 19 marzo, nella brutta trasferta di Pisa contro la Lucchese dove la sua squadra ha trovato la sconfitta per 5-1, lascia la squadra in nove a inizio secondo tempo venendo espulsa per un fallo a centrocampo sanzionato eccessivamente dal direttore di gara con il cartellino rosso. Questa espulsione le impedisce di giocare la domenica successiva il derby contro la sua ex squadra Amicizia Lagaccio.

### Nazionale
Rientra nel giro delle Nazionali giovanili e viene convocata in Under 17, segnando un gol all'esordio con la maglia azzurra nelle qualificazioni ai Campionato europeo femminile Under 17 di calcio 2011 contro le pari età della Repubblica di Macedonia.